# Iveco Stralis

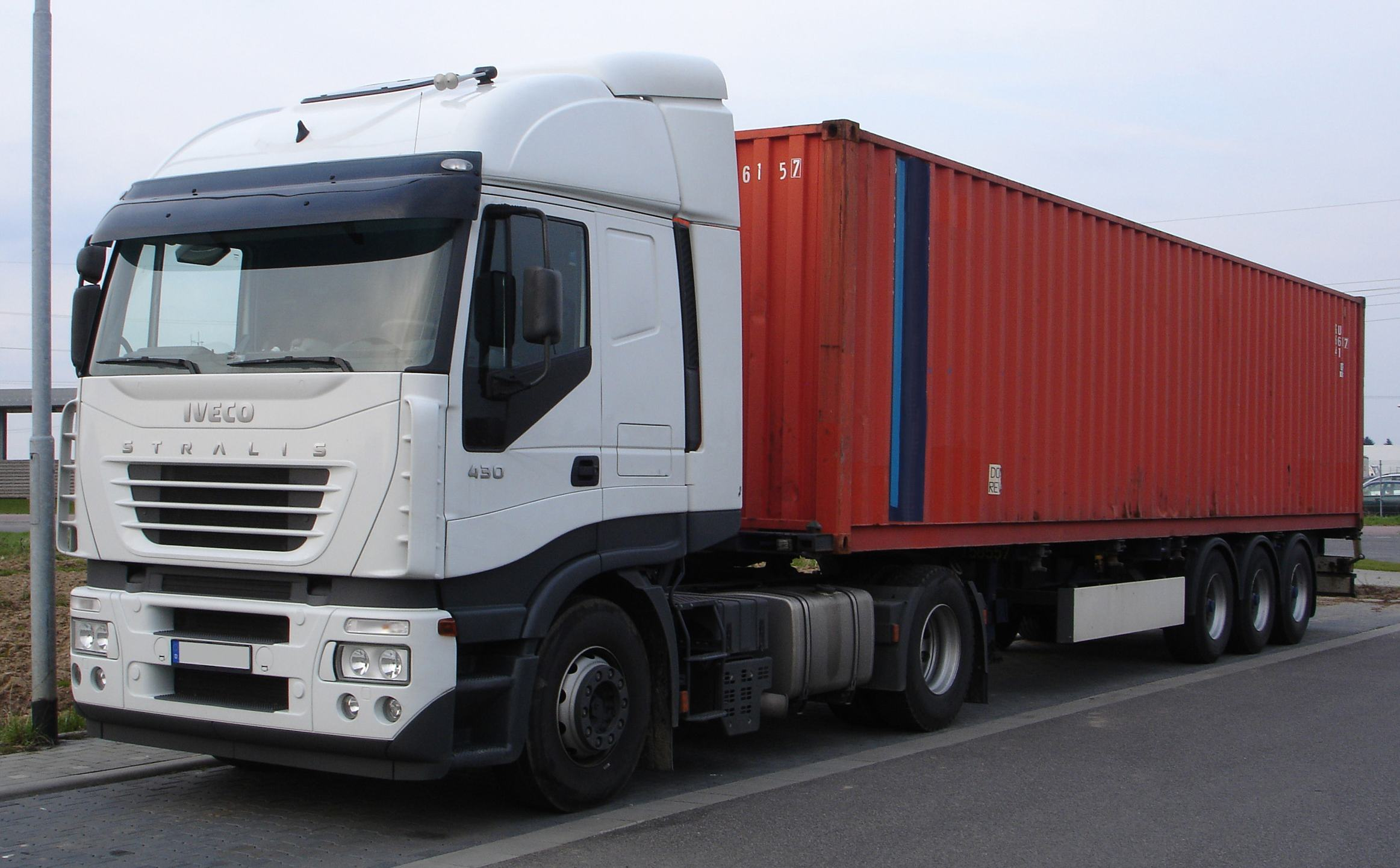
Iveco Stralis 430

L'Iveco Stralis è un autocarro e trattore stradale prodotto da Iveco a partire dal 2002 per sostituire l'Eurostar e l'Eurotech.
Copre la gamma al di sopra delle 18 tonnellate fino ai limiti dei pesi autorizzati, 44t in Italia, 90t per i road train in Australia.
Nel 2003 e nel 2013 (con il modello denominato Hi-Way) ha vinto il premio International Truck of the Year.
Nel 2007 debutta il restyling il quale avrà uno spazio maggiore in cabina, branda più ampia, ed un nuovo frontale.
Nel 2012 debutta una nuova versione dello Stralis, denominata "Hi-Way" che oltre ad un nuovo frontale avrà gli interni completamente rinnovati e nuove motorizzazioni Euro 6.
Dal 2012 viene fabbricato nello stabilimento Iveco di Madrid.
Nel 2016 debutta una nuova versione, denominata Stralis XP, subito seguita dalla versione alimentata a gas naturale, denominata Stralis NP (Natural Power).

## Il contesto
La gamma Stralis viene fabbricata negli stabilimenti Iveco di Spagna, Brasile, Argentina, Australia e Cina. Esiste una versione particolare col musone per l'Australia ed il Brasile chiamata Powerstar. Una versione simile viene anche assemblata in Olanda chiamata Iveco Strator.
Lo Stralis ha subito varie modifiche nel corso della sua produzione. La prima serie (dal 2002 al 2004) disponeva delle stesse maniglie dell'Eurostar, le bocchette dell'aria sul cofano erano coperte da un'unica griglia e anche gli interni erano differenti. La branda superiore era a un solo pezzo (a differenza della seconda e terza serie in cui era sdoppiata, per conferire maggior ampiezza all'interno della cabina). Nella seconda serie (dal 2004 al 2006) sono state cambiate le maniglie e alla griglia delle bocchette dell'aria sono stati aggiunti degli inserti in metallo di colore nero. La terza serie (dal 2006 al 2007) risente di forti modifiche: il telaio di serie è grigio scuro (nelle serie precedenti era utilizzato il classico "Rosso Iveco"), gli specchietti sono completamente differenti (oltre alla forma sono state cambiate le disposizioni, sia a destra sia a sinistra c'è lo specchietto supplementare che permette di vedere il IV quadrante, rendendo precise le manovre), il parasole è più robusto, costruito non più da un solo pezzo ma bensì di tre pezzi.
Anche i motori sono stati modificati: eliminati gli Euro 3 sono entrati in commercio prima gli Euro 4 e poi gli Euro 5.

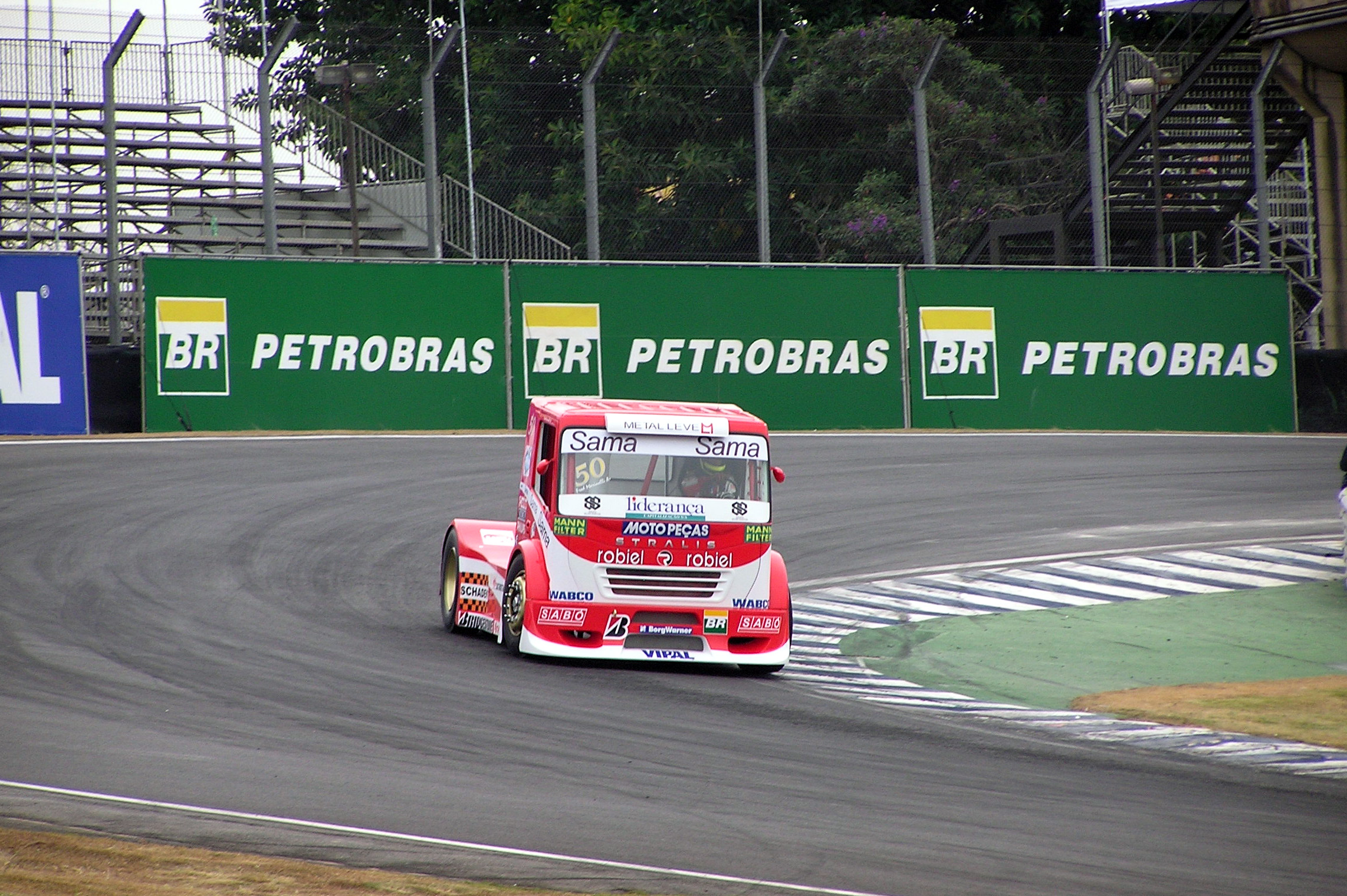
Iveco Stralis da corsa

Nel 2007 lo Stralis ha avuto alcune modifiche riguardanti il motore e la cabina, che è stata ingrandita, inoltre è stato effettuato un leggero lifting nel frontale.
Viene venduto in configurazione 4x2, 6x2 e 6x4 cioè a due o tre assi di cui uno o due di trazione; per quanto riguarda le versioni trattore stradale sono disponibili passi tra i 3.650 e i 3.800 mm, per le versioni autocarro passi da 3.800 sino a 6.700 mm.
I propulsori disponibili, denominati Cursor, hanno una cilindrata di 7.790 cm3 in configurazione da 6 cilindri in linea e potenze tra i 310 e i 360 CV per quanto riguarda le versioni di entrata. Sono disponibili anche le versioni da 10.300 e 12.880 cm3 con potenze comprese tra i 420 e i 570 CV.
Il cambio manuale è a 16 rapporti (disponibile anche a 9 per le versioni minori) mentre il cambio automatizzato è a 12 marce, inoltre per i veicoli destinati ad un utilizzo con frequenti arresti e partenze è disponibile un cambio automatico a 6 rapporti.
Esiste anche una versione da corsa che partecipa alla Fórmula Truck.